# Коронация фараона

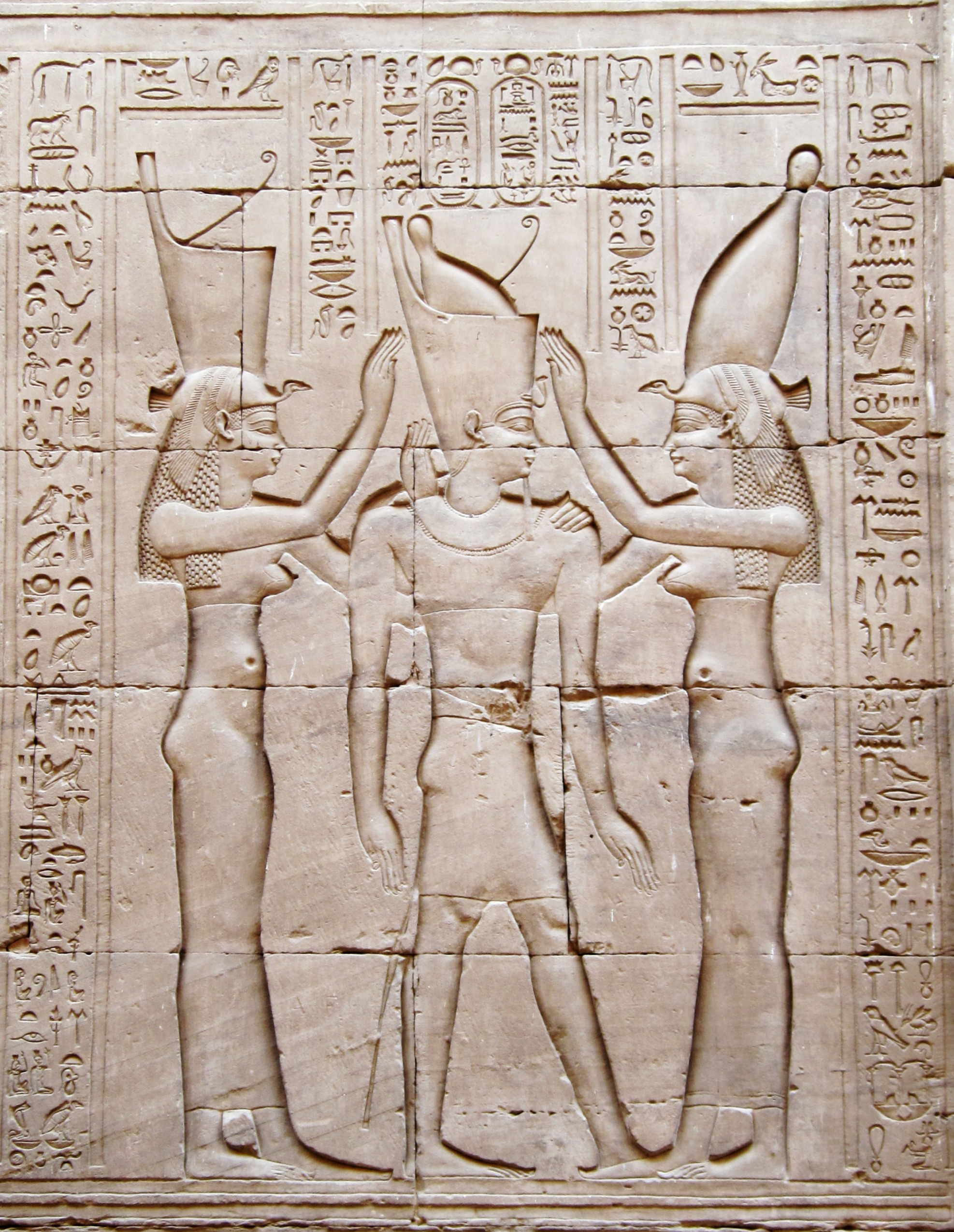
Церемония коронации фараона Птолемея VIII. Храм Эдфу

Коронация фараона — это важный ритуал в Раннем и Древнем периодах древнеегипетской истории правления и смены власти между фараонами. Ритуал был не единоразовым, а мог длиться в пределах до года и сопровождаться различными обрядами, фестивалями, церемониями.

## Церемонии
Фараону разрешалось носить корону только после прохождения всех ритуалов и традиций. Начиная с XI династии во время церемоний коронации фараоны выбирали себе 5 разных титулов (их также называют тронными именами), которые выбирались согласно будущим намерениям фараона, а именно деяниям, которые он планировал осуществить в рамках своего правления.

### Сехнетьер
Данная церемония также называется беседой с богом. В церемонии Сехнетьер новый фараон получал один из пяти титулов, «тронное имя», которое являлось самым важным среди фараонских титулов.